# ビクトル・ボウト
- ビクトル・ブート
- ヴィクトル・ブート

ビクトル・アナトリエヴィチ・ボウト（Viktor Anatolyevich Bout [buːt]、ロシア語: Виктор Анатольевич Бут、1967年1月13日 - ）は、タジキスタン出身のロシアの武器商人。

## 来歴
起業家であり旧ソ連の軍事翻訳家でもあった彼は、1990年代から2000年代初頭にかけて、複数の会社を利用して東ヨーロッパからアフリカや中東へ武器を密輸していた。
2003年に英国のピーター・ヘイン大臣がボウトの広範囲な活動、幅広い顧客層、禁輸措置を回避する意思に関する国連への報告書を読んだ後、ボウトには「死の商人」「制裁破壊者」というニックネームが付けられた。
米国のおとり捜査により、ボウトは2008年3月6日にタイ王国で米国当局および国際刑事警察機構と協力したタイ王国警察によりテロ容疑で逮捕された。在タイ米国大使エリック・G・ジョンは、タイとの犯罪人引渡し条約に基づき、彼の身柄の引き渡しを要請し、最終的に2010年8月にタイ高等裁判所により引き渡しが命じられた。ボウトは、コロンビア革命軍の代理人を装った米国麻薬取締局の情報提供者に武器を売り、在コロンビア米軍に対抗しようとした罪に問われていたが、ボウトは容疑を否認し無罪判決を予想した。
2011年11月2日、ボウトはマンハッタンの連邦裁判所であるニューヨーク南部地区連邦地方裁判所において、陪審員により米国市民および当局者の殺害の共謀、対空ミサイルの配送、テロ組織への援助提供の罪で有罪判決を受け、囮捜査による犯行であることから最低25年の禁錮刑を言い渡された。
2012年6月21日から2022年12月8日まで、ボウトは米国マリオン刑務所に収容されていたが、0.7グラムの大麻オイルをロシアに持ち込んだとして9年の禁固刑を言い渡された米国バスケットボール選手ブリトニー・グライナーとの囚人交換で釈放された。米国の捜査当局でボウトの逮捕作戦を指揮したマイケル・ブラウン (Michael Braun) は「米国とその同盟国の国家安全保障に対する脅威になりうる」として、この交換に強く反対していた。
ロシアに帰国後、2022年にロシア自由民主党に入党し、2023年にはウリヤノフスク州の議会選挙で当選した。
2024年10月6日、ボウトが武器商人としてのビジネスを再開し、イエメンの反政府武装勢力フーシ派への小型武器売却の仲介を行っているとウォール・ストリート・ジャーナルが報じた。